# Glandularia elegans
Glandularia elegans là một loài thực vật có hoa trong họ Cỏ roi ngựa. Loài này được (Kunth) Umber mô tả khoa học đầu tiên năm 1979.